# Web Services for Remote Portlets
A Web Services for Remote Portlets (WSRP) az OASIS által jóváhagyott hálózatiprotokoll-szabvány a távoli portletekkel való kommunikációhoz.

## Áttekintés
A WSRP specifikáció webszolgáltatási felületet definiál a prezentációorientált webszolgáltatásokkal való kapcsolathoz. A munkát eleinte a Web Services for Interactive Applications (WSIA) és a Web Services for Remote Portlets (WSRP) OASIS technikai bizottság közösen végezték. A WSRP 1 OASIS-szabványként való elfogadásakor (2003. szeptember) a kettő egyesült, létrehozva a Web Services for Remote Portlets (WSRP) OASIS technikai bizottságot.
A WSRP funkcionalitást igénylik például:
- tartalomtárolók, például azon portálszerverek, melyek a portleteket prezentációorientált webszolgáltatásként hozzák létre, melyeket gyűjtők tárolnak,
- tartalomgyűjtők, például azon portálszerverek, melyek a portál vagy nem portál tartalomszolgáltatók biztosította szolgáltatásokat fogyasztják és portálkeretrendszerbe integrálják.

## Megvalósítás
A WSRP specifikáció a megvalósításról nem mond ítéletet. A Java portletspecifikációja, a JSR 168 és a WSRP nem versenytársak. A JSR 168 felhasználható portlet meghatározására, a WSRP annak műveleteinek meghatározására távoli konténerekkel. A JSR 168 és a WSRP együtt használható portlet meghatározására és távoli műveletek létrehozására. Ugyanígy .NET portlet is létrehozható WSRP-vel.
A WSRP felületei a következők:
- Szolgáltatásleíró felület (kötelező): a WSRP-szolgáltatónek teszi lehetővé szolgáltatásai és képességei felhasználóknak való elküldését.[1]
- Leírófelület (kötelező): lehetővé teszi a felhasználó és a portlet kommunikációját.[1]
- Regisztrációs felület (opcionális): a szolgáltató és a felhasználó közti, egymás képességeiről szóló kommunikációt tesz lehetővé.[1]
- Portletkezelő felület (opcionális): a portlet életciklus-metódusainak irányítását teszi lehetővé. Például befolyásolhatja annak viselkedését vagy egy példányát eltávolíthatja e felületen keresztül.[1]

Számos WSRP-megvalósítás van:
- Az Oracle WebCenter, az IBM WebSphere Portal, a Liferay Portal / DXP (7.0-ig) szabványalapú WSRP 1.0- és 2.0-szolgáltató- és felhasználó-megvalósítást ad.
- A Microsoft a SharePoint 2007-ben WSRP-szolgáltatói és -felhasználói WebPartot is kínált, de csak felhasználói WebPart található a SharePoint 2010-ben és 2013-ban.
- Az OpenPortal WSRP projekt célja jó minőségű, vállalati szintű WSRP 1 és 2 szolgáltatói és felhasználói megvalósítás a hozzá tartozó fejlesztői közösséggel.
- A GateIn Portal projekt 3.1.0 változatában (JBoss és eXo Platform) WSRP 1 és 2 is van felhasználói és szolgáltatói megvalósítással (GateInt és GateIn Portlet Containert használva).
- Az Apache WSRP4J az IBM által vezetett Apache Incubator-projekt, melyet az IBM vezetett, célja a WSRP „széles körű támogatásának elindítása”. A WSRP4J-t a WSRP 1-szolgáltatások fejlesztését és alkalmazását segítette volna. Azonban inkubátor állapotban maradt, főképp a WSRP specifikációt övező szabadalmi viták miatt. Emiatt a projektnek nem voltak formális kiadásai, és 2010-ben leállt.

Az első kiadás, a WSRP v1 korlátozott együttműködési platformot adott. A további WSRP v1-verziókat elhagyták a WSRP v2-n való munkához. A WSRP v2 portletek közti koordinációt és hozzáférés-kezelési funkciókat is támogat. Támogatja továbbá több forrás egy webalkalmazásba való jobb integrációját, attól függetlenül, hogy helyiek vagy távoliak. Továbbá támogatja a Web 2.0-technológiákat, például az AJAX-ot és a REST-et azok szükségessége nélkül. A WSRP v2-t az OASIS 2008. április 1-én fogadta el.

## Fordítás
Ez a szócikk részben vagy egészben  a   Web Services for Remote Portlets című angol Wikipédia-szócikk ezen változatának fordításán alapul.  Az eredeti cikk szerkesztőit annak laptörténete sorolja fel. Ez a jelzés csupán a megfogalmazás eredetét és a szerzői jogokat jelzi, nem szolgál a cikkben szereplő információk forrásmegjelöléseként.